# Jean-Baptiste Curatteau
Jean-Baptiste Curatteau (12 juin 1729 - 11 février 1790) est un prêtre et un éducateur canadien connu pour avoir fondé le Collège de Montréal.

## Biographie
Né à Nantes, il passe son enfance près du quai de la Fosse et souhaite s'embarquer vers l'Amérique sur un navire. Il fit un court voyage en Guinée avant de revenir étudier chez les oratoriens. Il reçut la tonsure en 1750 dans le séminaire de Nantes.
En 1754, il est ordonné à Paris dans les ordres mineurs. Les sulpiciens lui donnent le goût de la mission et il part bientôt pour la Nouvelle-France après s'être embarqué à La Rochelle. Il rencontre le père Antoine Déat dans la paroisse de Montréal.
Il compléta ses études théologiques et reçut l'ordre en 1757. Il fit instruire les élèves dans le séminaire de Saint-Sulpice puis œuvra dans les communautés de Contrecœur et Saint-François-d'Assise, s'occupant des différents presbytères.
Après à la conquête du Canada de 1759, la situation des sulpiciens canadiens est devenue précaire, car ils n'ont plus le droit de faire venir des nouveaux membres, même si leurs biens n'ont pas été confisqués. C'est dans ce contexte que le père Curatteau décide de fonder un petit séminaire pour encourager l'instruction de la jeunesse.
Créé en 1767, le collège de Montréal reçoit l'appui du gouverneur Guy Carleton en 1770. La fabrique paroissiale acheta le château de Vaudreuil en 1773, où le père Curatteau transfert son établissement nommé en l'honneur de saint Raphaël. Il y reçoit 130 élèvres auxquels il enseigne les humanités latines, grecques et françaises.
À partir de 1783, il est aumônier à l'hôtel-Dieu de Montréal. Sa santé décline à partir de 1789 et il meurt le 11 février 1790.